# Falling Leaves
Falling Leaves è un cortometraggio muto del 1912 diretto da Alice Guy-Blaché.
Il film è liberamente ispirato al racconto The Last Leaf di O. Henry, pubblicato nel 1907. Il tema dell'innocenza e dell'eroismo dei bambini è ricorrente nei film di Alice Guy-Blaché, in cui si mischiano situazioni realistiche con elementi di fantasia poetica di grande impatto emotivo. Come già in A Child's Sacrifice (1910), protagonista è la piccola Magda Foy, una delle prime e più prolifiche attrici bambine del cinema americano, qui in quella che fu subito ritenuta una delle sue migliori interpretazioni.

## Trama
Winefred è gravemente malata di tubercolosi. Il dottore dice ai genitori che alla giovane resta poco tempo da vivere: non arriverà all'inverno, è destinata a morire quando le ultime foglie cadranno dagli alberi. La sorellina Trixie è disperata. Nella sua ingenuità si alza dal letto di notte per riattaccare agli alberi le foglie cadute. Il dr. Headley la vede e si offre di sperimentare sulla sorella una sua nuova cura. L'intervento ha successo e tra il giovane dottore e la sua paziente nasce un sentimento di amore.

## Produzione
Il film fu prodotto negli Stati Uniti dalla Solax Studios.

## Distribuzione
Il film fu distribuito dalla Motion Picture Distributors and Sales Company il 15 marzo 1912. Fu reso disponibile in DVD nel 2004 dalla National Film Preservation Foundation e Image Entertainment.
Copia del film è preservata a Washington alla Library of Congress.